# Skigard
Der Skigard ist ein etwa 1,1 m hoher Holzzaun, meist aus Fichtenholz, der insbesondere in Estland, Finnland, Russland und Skandinavien (schwedisch Gärdsgård) verbreitet ist.

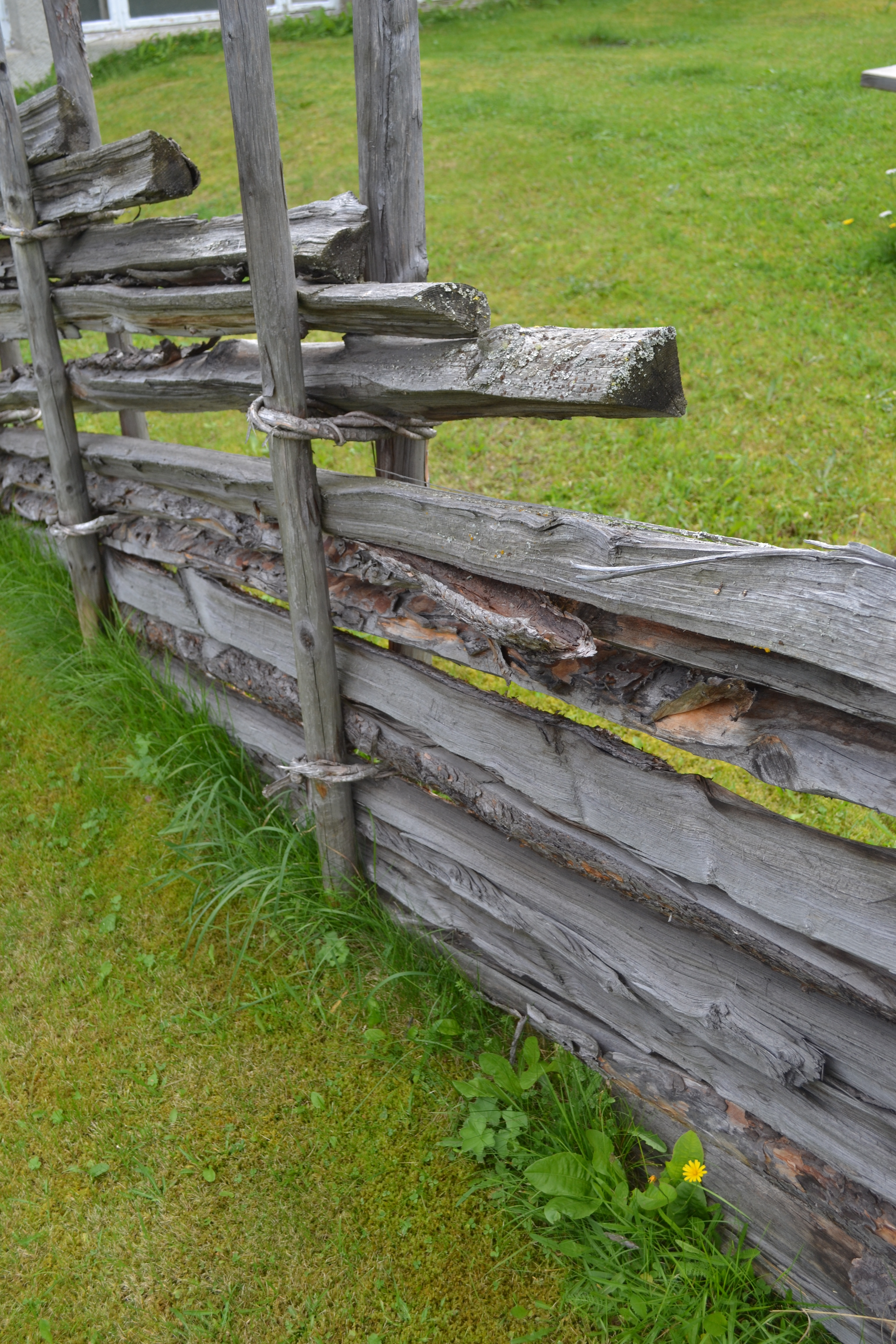
Detailansicht

Pfähle werden im Abstand von 0,6 bis 1,9 Metern paarweise an jeder Seite des Zauns in den Boden gerammt. Der Abstand zwischen ihnen kann 5 bis 8 Zentimeter betragen. Sie stehen normalerweise senkrecht oder gekippt, so dass sie sich im rechten Winkel zu den schräg (im Winkel von 15° bis 20°) dazwischen liegenden Stangen (oder Brettern) befinden. Die Stangen sind 2 bis 3 Meter lang und 5 bis 7 Zentimeter dick und am unteren Ende angespitzt. Sie lagern auf Querverbindungen aus jungen Zweigen, die die paarweisen Pfähle zusammenhalten. Die Lebensdauer kann verlängert werden, indem das spitze Ende angebrannt wird, so dass die Oberfläche verkohlt, was der Fäulnis entgegenwirkt. Um das Material optimal zu nutzen, werden dickere Stämme in mehrere Scheite geteilt. In der Regel überbrücken die Stangen je nach Distanz drei oder vier Pfahlpaare. Um eine gleichmäßige Entfernung zwischen den Stangen zu erhalten, sind in der Regel Abstandshalter an den Pfosten angebracht.

Skigards
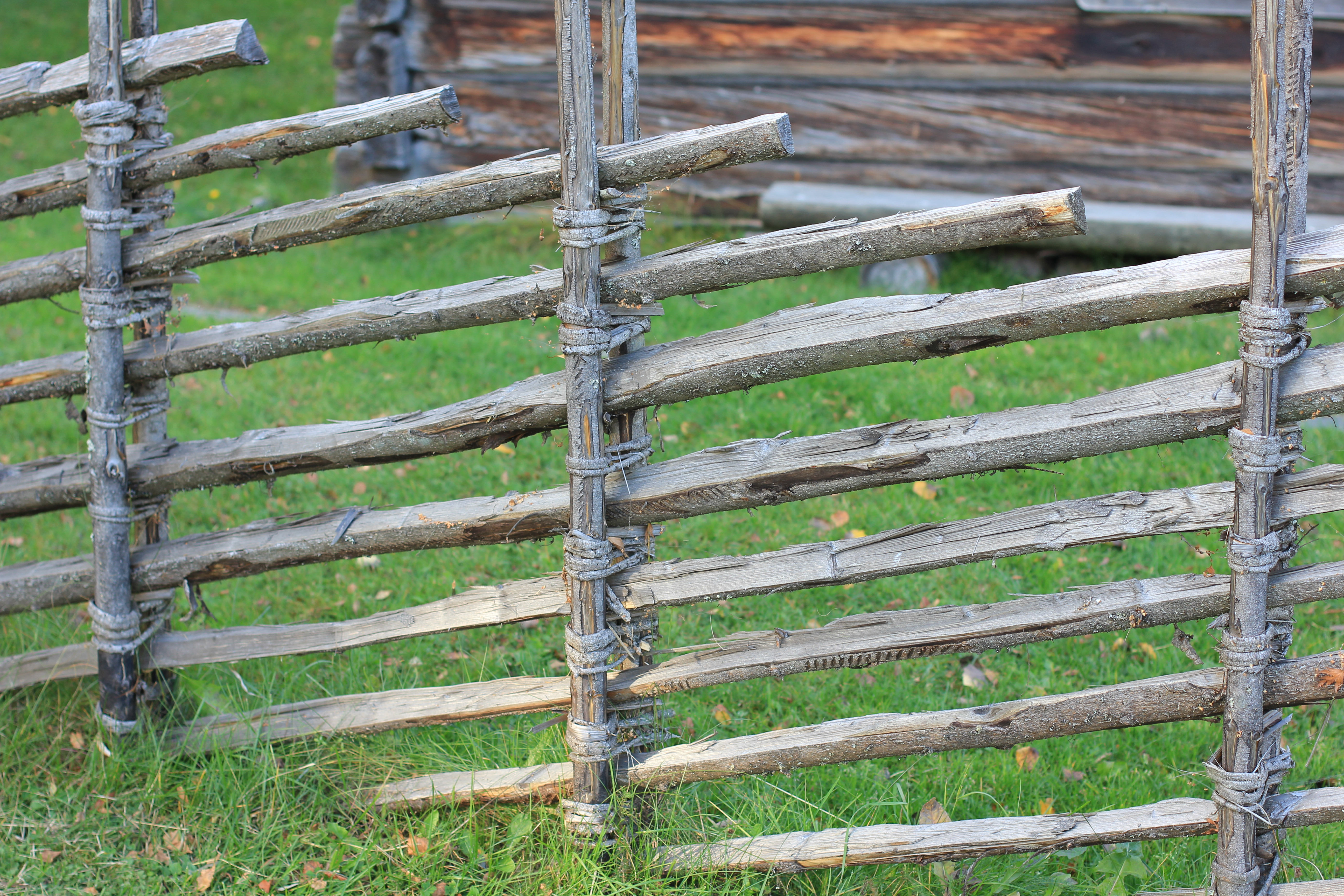
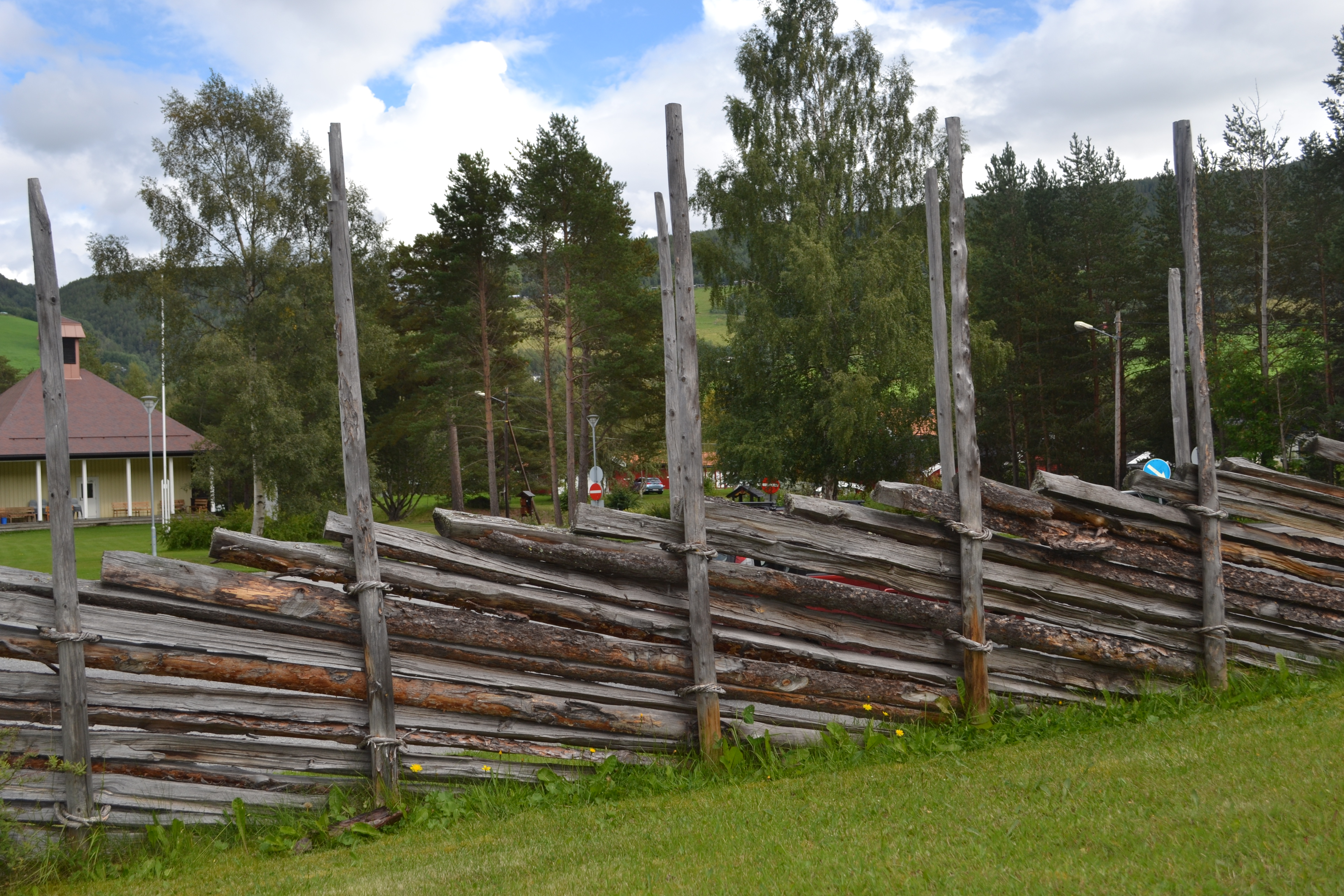
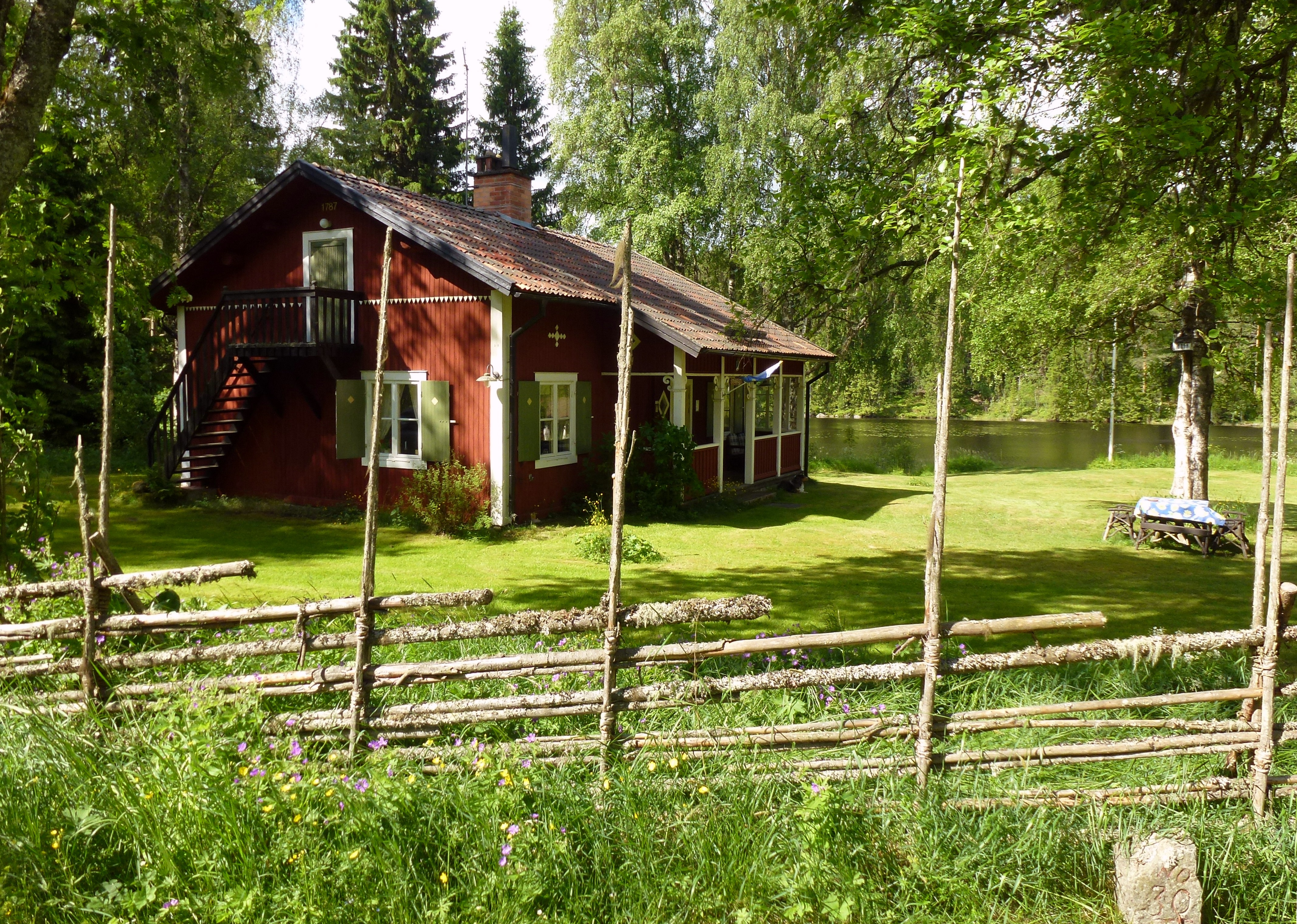
Gärdsgård